# Île du Prince-de-Galles (États-Unis)
Cet article concerne l'île du Sud-Est de l'Alaska. Pour les autres îles homonymes, voir île Prince-de-Galles.
L'île du Prince de Galles (en anglais, Prince of Wales Island) est l'une des îles de l'archipel côtier Alexandre situé dans les eaux côtières de l'Alaska du Sud-Est et de la Colombie-Britannique. Sa superficie de 6 675 km2 en fait la troisième île des États-Unis après Hawaï et l'île Kodiak.

## Histoire
L'île fut découverte en 1793 par l'officier de la marine britannique George Vancouver, qui donna le nom d'archipel du Prince de Galles à l’ensemble des îles de la partie sud de l'archipel Alexandre, en se doutant de l'existence d'une seule île principale. Le nom rend hommage au prince héritier de l'époque, prince Régent du Royaume-Uni de 1811 à son accession au trône en 1820, sous le nom de George IV. Le nom d'île du Prince de Galles ne fut attribué à la seule île principale de l'archipel qu'à partir de 1825.

## Géographie

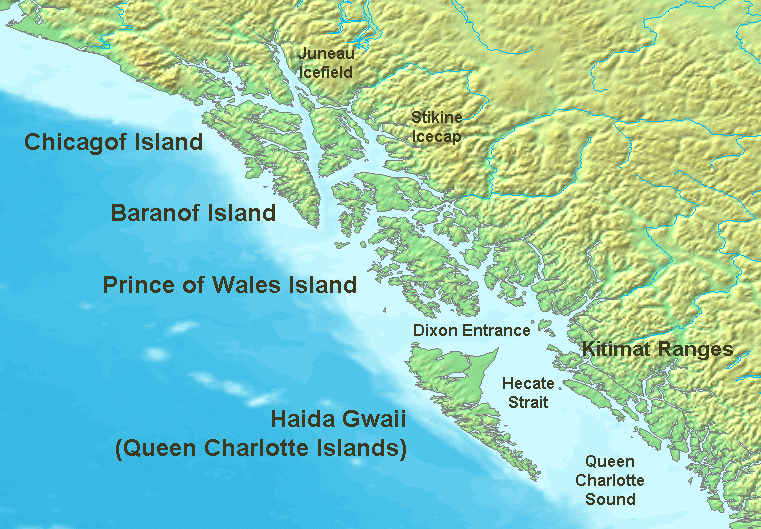
L'archipel Alexandre (Alaska) et de la Reine-Charlotte (Colombie Britannique)

L'île mesure 215 km de long pour 72 km de large avec une superficie de 6 675 km², soit environ la taille de l'État du Delaware. La moitié sud de l'île est le pays des Kaigani Haida, une branche de la nation amérindienne Haïda.
L'île est couverte par la forêt nationale de Tongass et constitue le seul habitat du Grand polatouche Prince de Galles (Glaucomys sabrinus griseifrons), une variété d'écureuil volant.

## Économie
L'exploitation forestière était l'activité historique de l'île et sa principale ressource. Cependant, il y a eu un déclin récent de cette industrie et seules quelques petites scieries subsistent.
En 1974, Alan Stein, Herb Zieske et Chuck Zieske, habitants de Point Baker et de Port Protection, au nord de l'île, poursuivirent le Service des forêts des États-Unis pour éviter la coupe à blanc de 1600 km² de forêt primaire où se situaient des centaines de kilomètres de rivières à saumon. En décembre 1975, le juge van Der Heydt leur donna raison, provoquant une controverse sur la menace d'un arrêt de l'exploitation forestière sur toute la côte ouest des États-Unis. Les compagnies forestières en appelèrent alors au Congrès américain pour contourner la victoire des habitants de Point Baker quand fut votée une loi sur la forêt, le National Forest Management Act en mars 1976. Stein poursuivit alors de nouveau le Forest Diservice en 1989 et obtint finalement que soient imposées des zones tampons couvrant plus de 2000 rivières et torrents dans les Tongass. 
Récemment le tourisme dont la pêche sportive a pris une place importante dans l'économie locale. Il s'est aussi accru grâce à une meilleure desserte de l'île, avec la mise en place de Inter-Island Ferry Authority.

## Transports
Historiquement, l'Alaska Marine Highway desservait le port d'Hollis, mais les communautés de l'île du Prince-de Galles se sont regroupées pour créer leur propre service de ferry, l’Inter-Island Ferry Authority qui possède 2 navires assurant la liaison avec l'île. 
Le seul aéroport de l'île est Klawock Airport. Y sont assurés des vols depuis Ketchikan sur le continent et également des charters. Il existe de nombreux hydravions dans les différentes communautés à travers l'île.
Un réseau routier, principalement créé par l'industrie forestière, dessert la majeure partie de l'île avec une part toujours plus importante qui est désormais goudronnée. Seules quelques communautés dans le nord de l'île ne sont pas reliées par la route au reste de l'île.

## Communautés de l'île
- Coffman Cove
- Craig
- Hollis
- Hydaburg
- Kasaan
- Kalwock
- Naukati Bay
- Point Baker
- Port Protection
- Port St. Nicholas
- Thorne Bay
- Waterfall
- Whale Pass